# Collegio elettorale di Cagliari IV
Il collegio elettorale di Cagliari IV è stato un collegio elettorale uninominale del Regno di Sardegna.

## Dati elettorali
Nel collegio si svolsero votazioni per cinque legislature. In seguito alla riforma determinata dalla legge del 27 gennaio 1856, il collegio si denominò dal capoluogo e prese quindi il nome di collegio di Decimomannu.

### I legislatura
Le votazioni si svolsero in 222 collegi uninominali a doppio turno. Come previsto dal decreto n. 680 del 17 marzo 1848, era eletto al primo turno il candidato che «riunisce in suo favore più del terzo dei voti del total numero dei membri componenti il collegio e più della metà dei suffragi dati dai votanti presenti all'adunanza» (art. 92). Se nessun candidato era eletto, al ballottaggio tra i due candidati con più voti era eletto chi otteneva il maggior numero di voti (art. 93) o, in caso di ugual numero di voti, il maggiore d'età (art. 94).
| Partito                            | Partito                            | Candidato                          | Primo turno 17 aprile 1848 | Primo turno 17 aprile 1848 | Ballottaggio 18 aprile 1848 | Ballottaggio 18 aprile 1848 |
| Partito                            | Partito                            | Candidato                          | Voti                       | %                          | Voti                        | %                           |
| ---------------------------------- | ---------------------------------- | ---------------------------------- | -------------------------- | -------------------------- | --------------------------- | --------------------------- |
|                                    | —                                  | Francesco Maria Serra              | 92                         | 65,25                      | 175                         | 74,47                       |
|                                    | —                                  | Giovanni Siotto Pintor             | 49                         | 34,75                      | 60                          | 25,53                       |
|                                    |                                    |                                    |                            |                            |                             |                             |
| Iscritti                           | Iscritti                           | Iscritti                           | 433                        | 100,00                     | 433                         | 100,00                      |
| ↳ Votanti (% su iscritti)          | ↳ Votanti (% su iscritti)          | ↳ Votanti (% su iscritti)          | 297                        | 68,59                      | 235                         | 54,27                       |
| ↳ Voti validi (% su votanti)       | ↳ Voti validi (% su votanti)       | ↳ Voti validi (% su votanti)       | 141                        | 47,47                      | 235                         | 100,00                      |
| ↳ Schede non valide (% su votanti) | ↳ Schede non valide (% su votanti) | ↳ Schede non valide (% su votanti) | 156                        | 52,53                      | 0                           | 0,00                        |
| ↳ Astenuti (% su iscritti)         | ↳ Astenuti (% su iscritti)         | ↳ Astenuti (% su iscritti)         | 136                        | 31,41                      | 198                         | 45,73                       |

### II legislatura
Le votazioni si svolsero in 222 collegi uninominali a doppio turno con la stessa normativa precedente (al primo turno un numero di voti maggiore di un terzo degli iscritti).
| Partito                            | Partito                            | Candidato                          | Primo turno 15 gennaio 1849 | Primo turno 15 gennaio 1849 | Ballottaggio 16 gennaio 1849 | Ballottaggio 16 gennaio 1849 |
| Partito                            | Partito                            | Candidato                          | Voti                        | %                           | Voti                         | %                            |
| ---------------------------------- | ---------------------------------- | ---------------------------------- | --------------------------- | --------------------------- | ---------------------------- | ---------------------------- |
|                                    | —                                  | Gavino Scano                       | 22                          | 61,11                       | 36                           | 59,02                        |
|                                    | —                                  | Francesco Maria Serra              | 14                          | 38,89                       | 25                           | 40,98                        |
|                                    |                                    |                                    |                             |                             |                              |                              |
| Iscritti                           | Iscritti                           | Iscritti                           | 432                         | 100,00                      | 432                          | 100,00                       |
| ↳ Votanti (% su iscritti)          | ↳ Votanti (% su iscritti)          | ↳ Votanti (% su iscritti)          | 62                          | 14,35                       | 61                           | 14,12                        |
| ↳ Voti validi (% su votanti)       | ↳ Voti validi (% su votanti)       | ↳ Voti validi (% su votanti)       | 36                          | 58,06                       | 61                           | 100,00                       |
| ↳ Schede non valide (% su votanti) | ↳ Schede non valide (% su votanti) | ↳ Schede non valide (% su votanti) | 26                          | 41,94                       | 0                            | 0,00                         |
| ↳ Astenuti (% su iscritti)         | ↳ Astenuti (% su iscritti)         | ↳ Astenuti (% su iscritti)         | 370                         | 85,65                       | 371                          | 85,88                        |

### III legislatura
Le votazioni si svolsero in 204 collegi uninominali a doppio turno con la normativa del 1848 (al primo turno un numero di voti maggiore di un terzo degli iscritti).
| Partito                            | Partito                            | Candidato                          | Primo turno 22 luglio 1849 | Primo turno 22 luglio 1849 | Ballottaggio 23 luglio 1849 | Ballottaggio 23 luglio 1849 |
| Partito                            | Partito                            | Candidato                          | Voti                       | %                          | Voti                        | %                           |
| ---------------------------------- | ---------------------------------- | ---------------------------------- | -------------------------- | -------------------------- | --------------------------- | --------------------------- |
|                                    | —                                  | Francesco Maria Serra              | 52                         | 81,25                      | 61                          | 72,62                       |
|                                    | —                                  | Gavino Scano                       | 12                         | 18,75                      | 23                          | 27,38                       |
|                                    |                                    |                                    |                            |                            |                             |                             |
| Iscritti                           | Iscritti                           | Iscritti                           | 461                        | 100,00                     | 461                         | 100,00                      |
| ↳ Votanti (% su iscritti)          | ↳ Votanti (% su iscritti)          | ↳ Votanti (% su iscritti)          | 89                         | 19,31                      | 84                          | 18,22                       |
| ↳ Voti validi (% su votanti)       | ↳ Voti validi (% su votanti)       | ↳ Voti validi (% su votanti)       | 64                         | 71,91                      | 84                          | 100,00                      |
| ↳ Schede non valide (% su votanti) | ↳ Schede non valide (% su votanti) | ↳ Schede non valide (% su votanti) | 25                         | 28,09                      | 0                           | 0,00                        |
| ↳ Astenuti (% su iscritti)         | ↳ Astenuti (% su iscritti)         | ↳ Astenuti (% su iscritti)         | 372                        | 80,69                      | 377                         | 81,78                       |

L'elezione fu annullata il 13 agosto 1849 perché l'eletto non aveva compiuto il "triennio d'inamovibilità nella magistratura dalla promulgazione dello Statuto"..
| Partito                            | Partito                            | Candidato                          | Primo turno 16 settembre 1849 | Primo turno 16 settembre 1849 | Ballottaggio 17 settembre 1849 | Ballottaggio 17 settembre 1849 |
| Partito                            | Partito                            | Candidato                          | Voti                          | %                             | Voti                           | %                              |
| ---------------------------------- | ---------------------------------- | ---------------------------------- | ----------------------------- | ----------------------------- | ------------------------------ | ------------------------------ |
|                                    | —                                  | Gavino Scano                       | 32                            | 40,00                         | 60                             | 52,17                          |
|                                    | —                                  | Bernardo Falqui Pes                | 48                            | 60,00                         | 55                             | 47,83                          |
|                                    |                                    |                                    |                               |                               |                                |                                |
| Iscritti                           | Iscritti                           | Iscritti                           | 452                           | 100,00                        | 452                            | 100,00                         |
| ↳ Votanti (% su iscritti)          | ↳ Votanti (% su iscritti)          | ↳ Votanti (% su iscritti)          | 89                            | 19,69                         | 118                            | 26,11                          |
| ↳ Voti validi (% su votanti)       | ↳ Voti validi (% su votanti)       | ↳ Voti validi (% su votanti)       | 80                            | 89,89                         | 115                            | 97,46                          |
| ↳ Schede non valide (% su votanti) | ↳ Schede non valide (% su votanti) | ↳ Schede non valide (% su votanti) | 9                             | 10,11                         | 3                              | 2,54                           |
| ↳ Astenuti (% su iscritti)         | ↳ Astenuti (% su iscritti)         | ↳ Astenuti (% su iscritti)         | 363                           | 80,31                         | 334                            | 73,89                          |

### IV legislatura
Le votazioni si svolsero in 204 collegi uninominali a doppio turno con la normativa del 1848 (al primo turno un numero di voti maggiore di un terzo degli iscritti).
| Partito                            | Partito                            | Candidato                          | Primo turno 13 dicembre 1849 | Primo turno 13 dicembre 1849 | Ballottaggio 14 dicembre 1849 | Ballottaggio 14 dicembre 1849 |
| Partito                            | Partito                            | Candidato                          | Voti                         | %                            | Voti                          | %                             |
| ---------------------------------- | ---------------------------------- | ---------------------------------- | ---------------------------- | ---------------------------- | ----------------------------- | ----------------------------- |
|                                    | —                                  | Francesco Maria Serra              | 110                          | 69,62                        | 152                           | 70,05                         |
|                                    | —                                  | Gavino Scano                       | 48                           | 30,38                        | 65                            | 29,95                         |
|                                    |                                    |                                    |                              |                              |                               |                               |
| Iscritti                           | Iscritti                           | Iscritti                           | 453                          | 100,00                       | 453                           | 100,00                        |
| ↳ Votanti (% su iscritti)          | ↳ Votanti (% su iscritti)          | ↳ Votanti (% su iscritti)          | 245                          | 54,08                        | 222                           | 49,01                         |
| ↳ Voti validi (% su votanti)       | ↳ Voti validi (% su votanti)       | ↳ Voti validi (% su votanti)       | 158                          | 64,49                        | 217                           | 97,75                         |
| ↳ Schede non valide (% su votanti) | ↳ Schede non valide (% su votanti) | ↳ Schede non valide (% su votanti) | 87                           | 35,51                        | 5                             | 2,25                          |
| ↳ Astenuti (% su iscritti)         | ↳ Astenuti (% su iscritti)         | ↳ Astenuti (% su iscritti)         | 208                          | 45,92                        | 231                           | 50,99                         |

L'elezione fu annullata il 29 dicembre 1849 perché l'eletto non aveva compiuto il "triennio d'inamovibilità nella magistratura dalla promulgazione dello Statuto".
| Partito                            | Partito                            | Candidato                          | Primo turno 2 febbraio 1850 | Primo turno 2 febbraio 1850 | Ballottaggio 3 febbraio 1850 | Ballottaggio 3 febbraio 1850 |
| Partito                            | Partito                            | Candidato                          | Voti                        | %                           | Voti                         | %                            |
| ---------------------------------- | ---------------------------------- | ---------------------------------- | --------------------------- | --------------------------- | ---------------------------- | ---------------------------- |
|                                    | —                                  | Gavino Scano                       | 20                          | 54,05                       | 36                           | 52,94                        |
|                                    | —                                  | Bernardo Falqui Pes                | 17                          | 45,95                       | 32                           | 47,06                        |
|                                    |                                    |                                    |                             |                             |                              |                              |
| Iscritti                           | Iscritti                           | Iscritti                           | 452                         | 100,00                      | 452                          | 100,00                       |
| ↳ Votanti (% su iscritti)          | ↳ Votanti (% su iscritti)          | ↳ Votanti (% su iscritti)          | 39                          | 8,63                        | 70                           | 15,49                        |
| ↳ Voti validi (% su votanti)       | ↳ Voti validi (% su votanti)       | ↳ Voti validi (% su votanti)       | 37                          | 94,87                       | 68                           | 97,14                        |
| ↳ Schede non valide (% su votanti) | ↳ Schede non valide (% su votanti) | ↳ Schede non valide (% su votanti) | 2                           | 5,13                        | 2                            | 2,86                         |
| ↳ Astenuti (% su iscritti)         | ↳ Astenuti (% su iscritti)         | ↳ Astenuti (% su iscritti)         | 413                         | 91,37                       | 382                          | 84,51                        |

L'elezione fu annullata il 15 febbraio 1850. "La 2ª sezione del Collegio non poté costituirsi per manca di concorso di elettori alfabeti. Nella votazione di ballottaggio alcuni elettori di questa sezione furono ammessi a votare nella 1ª sezione, ma senza averne dato loro avviso e senza che l'ufficio principale avesse tale facoltà". 
| Partito                            | Partito                            | Candidato                          | Primo turno 25 marzo 1850 | Primo turno 25 marzo 1850 | Ballottaggio 26 marzo 1850 | Ballottaggio 26 marzo 1850 |
| Partito                            | Partito                            | Candidato                          | Voti                      | %                         | Voti                       | %                          |
| ---------------------------------- | ---------------------------------- | ---------------------------------- | ------------------------- | ------------------------- | -------------------------- | -------------------------- |
|                                    | —                                  | Gavino Scano                       | 27                        | 51,92                     | 80                         | 73,39                      |
|                                    | —                                  | Vittorio Angius                    | 25                        | 48,08                     | 29                         | 26,61                      |
|                                    |                                    |                                    |                           |                           |                            |                            |
| Iscritti                           | Iscritti                           | Iscritti                           | 452                       | 100,00                    | 452                        | 100,00                     |
| ↳ Votanti (% su iscritti)          | ↳ Votanti (% su iscritti)          | ↳ Votanti (% su iscritti)          | 105                       | 23,23                     | 112                        | 24,78                      |
| ↳ Voti validi (% su votanti)       | ↳ Voti validi (% su votanti)       | ↳ Voti validi (% su votanti)       | 52                        | 49,52                     | 109                        | 97,32                      |
| ↳ Schede non valide (% su votanti) | ↳ Schede non valide (% su votanti) | ↳ Schede non valide (% su votanti) | 53                        | 50,48                     | 3                          | 2,68                       |
| ↳ Astenuti (% su iscritti)         | ↳ Astenuti (% su iscritti)         | ↳ Astenuti (% su iscritti)         | 347                       | 76,77                     | 340                        | 75,22                      |

L'eletto cessò dalla carica "per nomina a reggente la cattedra di diritto e procedura penale nell'Università di Cagliari il 16 agosto 1850".
| Elezione suppletiva           |
| Data prevista 1 dicembre 1850 |
| Iscritti 452                  |

L'elezione non ebbe luogo "per non essersi potuti costituire i seggi in nessuna delle due sezioni del Collegio".
| Partito                            | Partito                            | Candidato                          | Primo turno 29 dicembre 1850 | Primo turno 29 dicembre 1850 | Ballottaggio 30 dicembre 1850 | Ballottaggio 30 dicembre 1850 |
| Partito                            | Partito                            | Candidato                          | Voti                         | %                            | Voti                          | %                             |
| ---------------------------------- | ---------------------------------- | ---------------------------------- | ---------------------------- | ---------------------------- | ----------------------------- | ----------------------------- |
|                                    | —                                  | Carlo Decandia                     | 31                           | 72,09                        | 41                            | 51,25                         |
|                                    | —                                  | Francesco Ferrara                  | 12                           | 27,91                        | 39                            | 48,75                         |
|                                    |                                    |                                    |                              |                              |                               |                               |
| Iscritti                           | Iscritti                           | Iscritti                           | 463                          | 100,00                       | 463                           | 100,00                        |
| ↳ Votanti (% su iscritti)          | ↳ Votanti (% su iscritti)          | ↳ Votanti (% su iscritti)          | 74                           | 15,98                        | 80                            | 17,28                         |
| ↳ Voti validi (% su votanti)       | ↳ Voti validi (% su votanti)       | ↳ Voti validi (% su votanti)       | 43                           | 58,11                        | 80                            | 100,00                        |
| ↳ Schede non valide (% su votanti) | ↳ Schede non valide (% su votanti) | ↳ Schede non valide (% su votanti) | 31                           | 41,89                        | 0                             | 0,00                          |
| ↳ Astenuti (% su iscritti)         | ↳ Astenuti (% su iscritti)         | ↳ Astenuti (% su iscritti)         | 389                          | 84,02                        | 383                           | 82,72                         |

### V legislatura
Le votazioni si svolsero in 204 collegi uninominali a doppio turno con la normativa del 1848 (al primo turno un numero di voti maggiore di un terzo degli iscritti).
| Partito                            | Partito                            | Candidato                          | Primo turno 8 dicembre 1853 | Primo turno 8 dicembre 1853 | Ballottaggio 9 dicembre 1853 | Ballottaggio 9 dicembre 1853 |
| Partito                            | Partito                            | Candidato                          | Voti                        | %                           | Voti                         | %                            |
| ---------------------------------- | ---------------------------------- | ---------------------------------- | --------------------------- | --------------------------- | ---------------------------- | ---------------------------- |
|                                    | —                                  | Gavino Nino                        | 28                          | 45,16                       | 63                           | 64,95                        |
|                                    | —                                  | Giovanni Antonio Tola              | 34                          | 54,84                       | 34                           | 35,05                        |
|                                    |                                    |                                    |                             |                             |                              |                              |
| Iscritti                           | Iscritti                           | Iscritti                           | 393                         | 100,00                      | 393                          | 100,00                       |
| ↳ Votanti (% su iscritti)          | ↳ Votanti (% su iscritti)          | ↳ Votanti (% su iscritti)          | 99                          | 25,19                       | 97                           | 24,68                        |
| ↳ Voti validi (% su votanti)       | ↳ Voti validi (% su votanti)       | ↳ Voti validi (% su votanti)       | 62                          | 62,63                       | 97                           | 100,00                       |
| ↳ Schede non valide (% su votanti) | ↳ Schede non valide (% su votanti) | ↳ Schede non valide (% su votanti) | 37                          | 37,37                       | 0                            | 0,00                         |
| ↳ Astenuti (% su iscritti)         | ↳ Astenuti (% su iscritti)         | ↳ Astenuti (% su iscritti)         | 294                         | 74,81                       | 296                          | 75,32                        |

L'eletto si dimise il 7 gennaio 1851
| Partito                            | Partito                            | Candidato                          | Primo turno 29 gennaio 1854 | Primo turno 29 gennaio 1854 | Ballottaggio 30 gennaio 1854 | Ballottaggio 30 gennaio 1854 |
| Partito                            | Partito                            | Candidato                          | Voti                        | %                           | Voti                         | %                            |
| ---------------------------------- | ---------------------------------- | ---------------------------------- | --------------------------- | --------------------------- | ---------------------------- | ---------------------------- |
|                                    | —                                  | Stanislao Caboni                   | 16                          | 66,67                       | 37                           | 63,79                        |
|                                    | —                                  | Edmondo Roberti                    | 8                           | 33,33                       | 21                           | 36,21                        |
|                                    |                                    |                                    |                             |                             |                              |                              |
| Iscritti                           | Iscritti                           | Iscritti                           | 393                         | 100,00                      | 393                          | 100,00                       |
| ↳ Votanti (% su iscritti)          | ↳ Votanti (% su iscritti)          | ↳ Votanti (% su iscritti)          | 35                          | 8,91                        | 66                           | 16,79                        |
| ↳ Voti validi (% su votanti)       | ↳ Voti validi (% su votanti)       | ↳ Voti validi (% su votanti)       | 24                          | 68,57                       | 58                           | 87,88                        |
| ↳ Schede non valide (% su votanti) | ↳ Schede non valide (% su votanti) | ↳ Schede non valide (% su votanti) | 11                          | 31,43                       | 8                            | 12,12                        |
| ↳ Astenuti (% su iscritti)         | ↳ Astenuti (% su iscritti)         | ↳ Astenuti (% su iscritti)         | 358                         | 91,09                       | 327                          | 83,21                        |

L'elezione fu annullata il 14 febbraio 1854 "per essere completo il numero dei deputati impiegati".
| Partito                            | Partito                            | Candidato                          | Primo turno 5 marzo 1854 | Primo turno 5 marzo 1854 | Ballottaggio 6 marzo 1854 | Ballottaggio 6 marzo 1854 |
| Partito                            | Partito                            | Candidato                          | Voti                     | %                        | Voti                      | %                         |
| ---------------------------------- | ---------------------------------- | ---------------------------------- | ------------------------ | ------------------------ | ------------------------- | ------------------------- |
|                                    | —                                  | Giorgio Mameli                     | 22                       | 55,00                    | 45                        | 73,77                     |
|                                    | —                                  | Gavino Delitala                    | 9                        | 22,50                    | 16                        | 26,23                     |
|                                    | —                                  | Pietro Pes                         | 9                        | 22,50                    |                           |                           |
|                                    |                                    |                                    |                          |                          |                           |                           |
| Iscritti                           | Iscritti                           | Iscritti                           | 393                      | 100,00                   | 393                       | 100,00                    |
| ↳ Votanti (% su iscritti)          | ↳ Votanti (% su iscritti)          | ↳ Votanti (% su iscritti)          | 47                       | 11,96                    | 61                        | 15,52                     |
| ↳ Voti validi (% su votanti)       | ↳ Voti validi (% su votanti)       | ↳ Voti validi (% su votanti)       | 40                       | 85,11                    | 61                        | 100,00                    |
| ↳ Schede non valide (% su votanti) | ↳ Schede non valide (% su votanti) | ↳ Schede non valide (% su votanti) | 7                        | 14,89                    | 0                         | 0,00                      |
| ↳ Astenuti (% su iscritti)         | ↳ Astenuti (% su iscritti)         | ↳ Astenuti (% su iscritti)         | 346                      | 88,04                    | 332                       | 84,48                     |

Il candidato Delitala partecipò al ballottaggio essendo maggiore di età del candidato Pes. L'eletto si dimise il 4 dicembre 1854.
Le elezioni suppletive erano previste per il 31 dicembre del 1854, ma "non si procedette alle operazioni elettorali non essendosi potuto costituire l'ufficio definitivo".
| Partito                            | Partito                            | Candidato                          | Primo turno 25 febbraio 1855 | Primo turno 25 febbraio 1855 | Ballottaggio 26 febbraio 1855 | Ballottaggio 26 febbraio 1855 |
| Partito                            | Partito                            | Candidato                          | Voti                         | %                            | Voti                          | %                             |
| ---------------------------------- | ---------------------------------- | ---------------------------------- | ---------------------------- | ---------------------------- | ----------------------------- | ----------------------------- |
|                                    | —                                  | Giovanni Antonio Tula              | 7                            | 38,89                        | 35                            | 57,38                         |
|                                    | —                                  | Giuseppe Castellini                | 11                           | 61,11                        | 26                            | 42,62                         |
|                                    |                                    |                                    |                              |                              |                               |                               |
| Iscritti                           | Iscritti                           | Iscritti                           | 400                          | 100,00                       | 400                           | 100,00                        |
| ↳ Votanti (% su iscritti)          | ↳ Votanti (% su iscritti)          | ↳ Votanti (% su iscritti)          | 39                           | 9,75                         | 64                            | 16,00                         |
| ↳ Voti validi (% su votanti)       | ↳ Voti validi (% su votanti)       | ↳ Voti validi (% su votanti)       | 18                           | 46,15                        | 61                            | 95,31                         |
| ↳ Schede non valide (% su votanti) | ↳ Schede non valide (% su votanti) | ↳ Schede non valide (% su votanti) | 21                           | 53,85                        | 3                             | 4,69                          |
| ↳ Astenuti (% su iscritti)         | ↳ Astenuti (% su iscritti)         | ↳ Astenuti (% su iscritti)         | 361                          | 90,25                        | 336                           | 84,00                         |

L'eletto si dimise il 21 aprile 1857. "Per effetto della legge 27 gennaio 1856 il collegio si denominò da Decimomannu e il sorteggio gli assegnò a rappresentante il deputato Tuveri già eletto nel collegio I di Cagliari".